# Tara (Drina)
De Tara is een 144 km lange rivier die door Montenegro en Bosnië en Herzegovina stroomt. Ze stroomt 110 km door Montenegro en 34 km door Bosnië en Herzegovina. Daar vloeit ze samen met de Piva, wat het begin is van de Drina. De Tara snijdt door de Tarakloof, de grootste kloof van Europa en na de Grand Canyon de grootste van de wereld. De kloof is 78 km lang en het diepste punt is 1300 meter. De kloof ligt in Nationaal Park Durmitor, dat op de Werelderfgoedlijst van UNESCO staat.

## Afbeeldingen

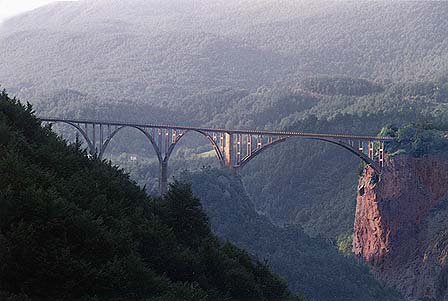
Đurđevića Tara Brug
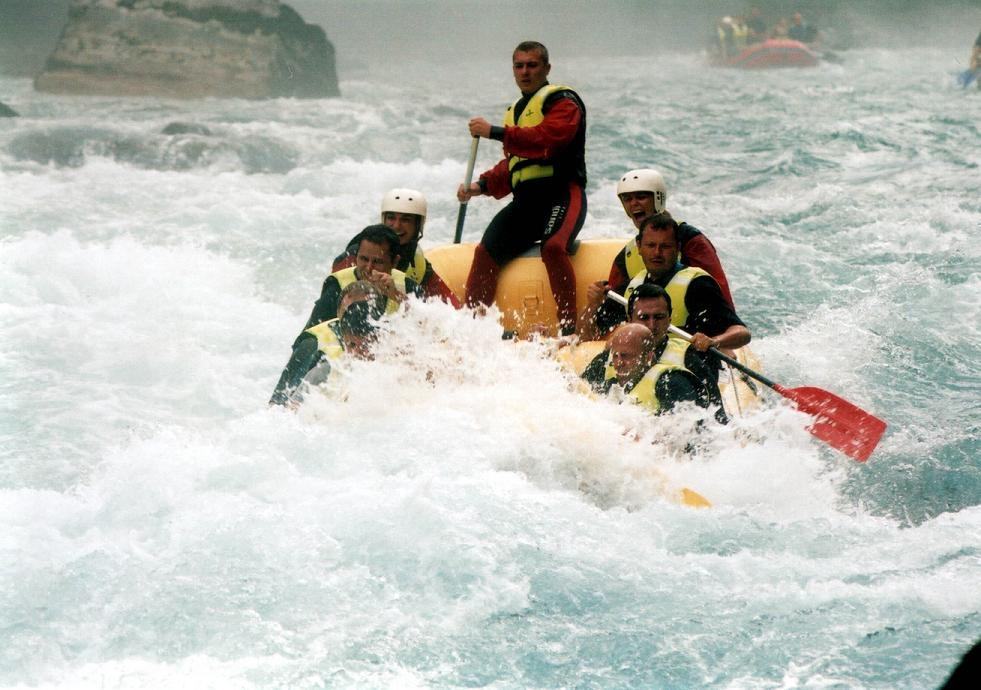
Raften op de Tara
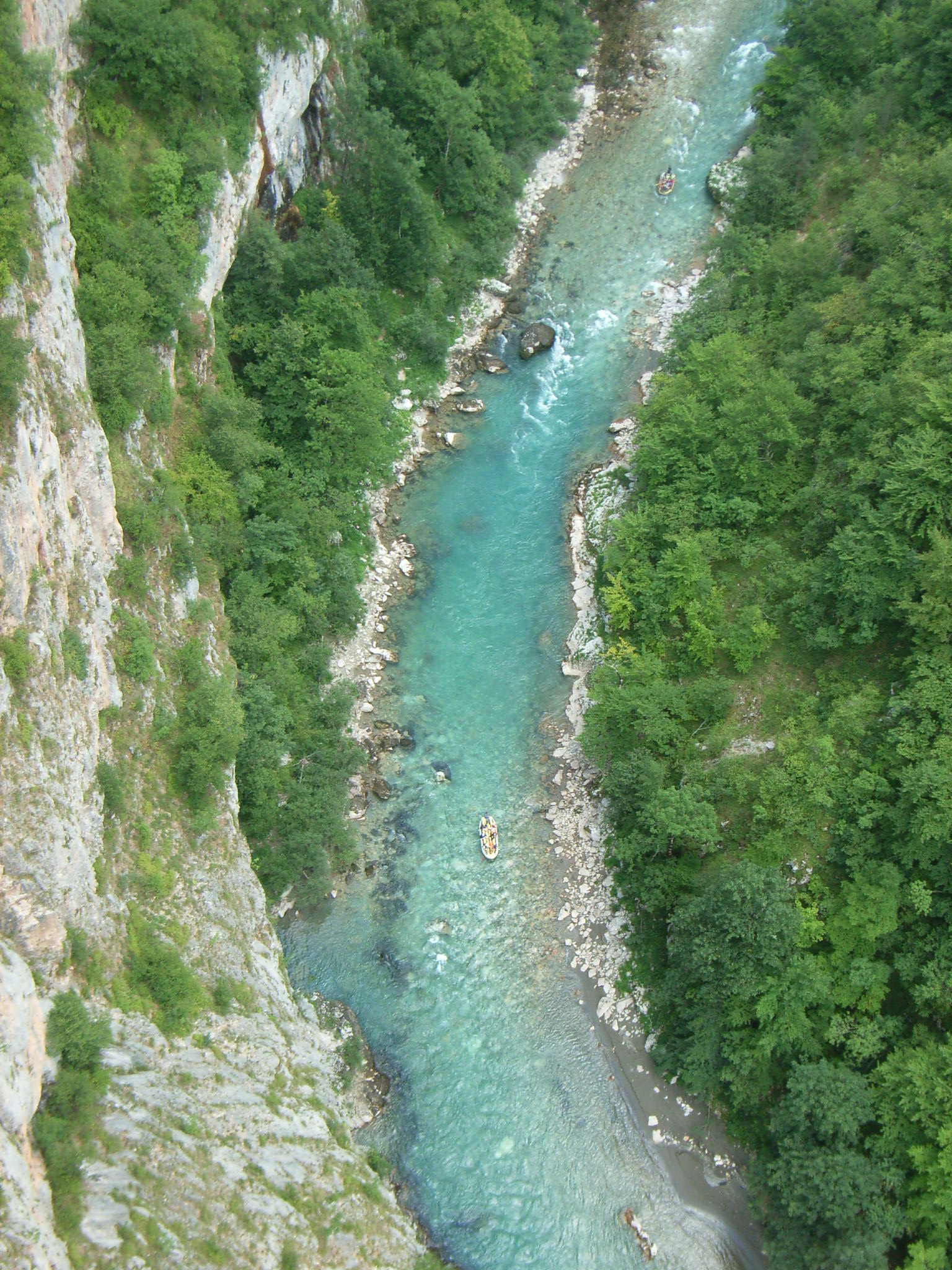
Tarakloof

- Gemeinsame Normdatei: 4321312-1
- Library of Congress Control Number: sh85132449
- Nationale Bibliotheek van Israël: 987007560958605171